# Ronde van Frankrijk 2007/Tweede etappe
De tweede etappe van de Ronde van Frankrijk 2007 werd verreden op 9 juli 2007 tussen Duinkerke en Gent over een afstand van 168,5 kilometer. Na twee dagen in Engeland te hebben gereden, kwam het peloton terug in Frankrijk. De aankomst lag in het Belgische Gent. De rit leek gezien het vlakke profiel een etappe voor de sprinters te worden.
In de stad Diksmuide werd een stunt georganiseerd. De Belg die als laatste een in deze stad getrokken premiespurt passeerde, kreeg 250 kilo boter, ter waarde van 1000 euro. De boter ging naar Nick Nuyens.

## Verloop
De Fransman Cédric Hervé, de Duitser Marcel Sieberg en de Spanjaard Rubén Pérez trekken eropuit en vormden de vlucht van de dag. Zij hielden het vol tot op 2,9 km van de streep.
Nick Nuyens passeerde als laatste de in Diksmuide getrokken streep en kreeg zo 250 kg boter, die hij weggaf aan een goed doel.
Op iets meer dan 2 kilometer was er een grote valpartij voor in het peloton. Erik Zabel raakte het achterwiel van Tom Boonen en verloor zo het evenwicht. Hij kwam ten val en nam velen met zich mee in zijn val, waardoor uiteindelijk slechts 20 man voor de etappezege konden gaan sprinten. Boonen werd uitstekend gebracht door zijn ploeggenoten. Het was echter Gert Steegmans, de man die de sprint moest aantrekken, die won.
Tomas Vaitkus was het grootste slachtoffer van de valpartij, hij moest uit de wedstrijd stappen. Ook Daniele Bennati, Fred Rodriguez en Leif Hoste ondervonden last van hun val. Fabian Cancellara was ook bij de val betrokken, maar behield de leiderstrui omdat de valpartij in de laatste 3 kilometer gebeurde.

### Tussensprints
| Tussensprint Boezinge na 45 km |                |        |
| Plaats                         | Naam           | Punten |
| Winnaar                        | Cédric Hervé   | 6      |
| 2                              | Rubén Pérez    | 4      |
| 3                              | Marcel Sieberg | 2      |

| Tussensprint Westende na 81.5 km |                |        |
| Plaats                           | Naam           | Punten |
| Winnaar                          | Marcel Sieberg | 6      |
| 2                                | Cédric Hervé   | 4      |
| 3                                | Rubén Pérez    | 2      |

| Tussensprint Aarsele na 140 km |                |        |
| Plaats                         | Naam           | Punten |
| Winnaar                        | Rubén Pérez    | 6      |
| 2                              | Cédric Hervé   | 4      |
| 3                              | Marcel Sieberg | 2      |

## Uitslag

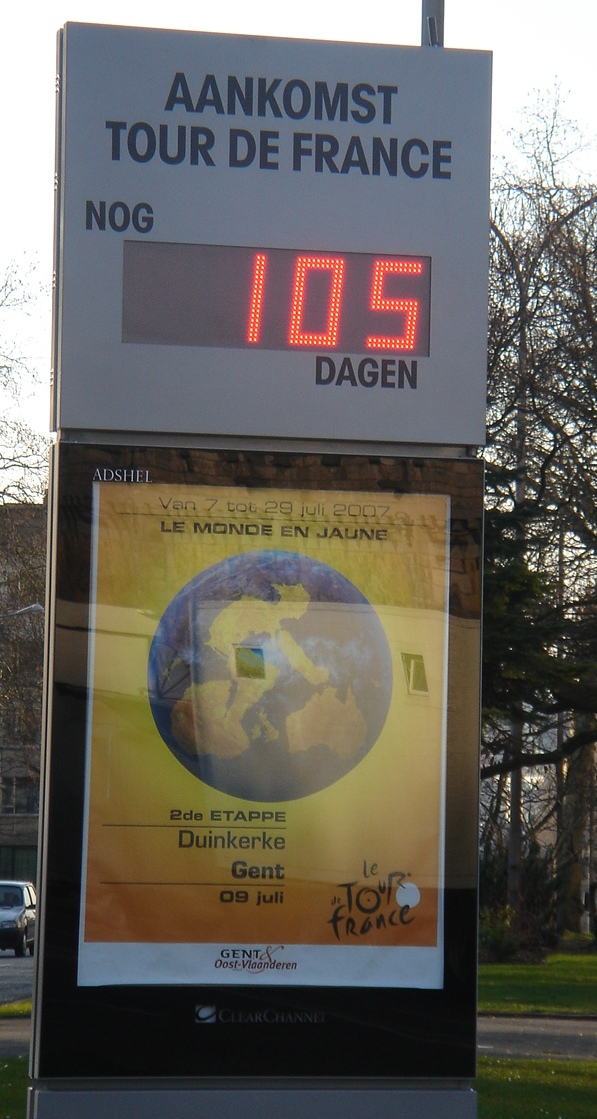
Gent telt de dagen af tot de aankomst op 9 juli

| rang | renner             | land        | ploeg                  | tijd       |
| ---- | ------------------ | ----------- | ---------------------- | ---------- |
| 1    | Gert Steegmans     | België      | Quickstep - Innergetic | 3u 48' 22" |
| 2    | Tom Boonen         | België      | Quickstep - Innergetic | z.t.       |
| 3    | Filippo Pozzato    | Italië      | Liquigas               | z.t.       |
| 4    | Robert Hunter      | Zuid-Afrika | Barloworld             | z.t.       |
| 5    | Romain Feillu      | Frankrijk   | Agritubel              | z.t.       |
| 6    | Robbie McEwen      | Australië   | Predictor - Lotto      | z.t.       |
| 7    | Erik Zabel         | Duitsland   | Team Milram            | z.t.       |
| 8    | Heinrich Haussler  | Duitsland   | Team Gerolsteiner      | z.t.       |
| 9    | Óscar Freire       | Spanje      | Rabobank               | z.t.       |
| 10   | Sébastien Chavanel | Frankrijk   | La Française des Jeux  | z.t.       |